# Veprinac
 Veprinac  (olaszul: Apriano, latinul: Veprinacium, németül: Wiprinatz) falu Horvátországban, a Tengermellék-Hegyvidék megyében. Közigazgatásilag Abbáziához tartozik.

## Fekvése
Fiume központjától 14 km-re, községközpontjától 3 km-re nyugatra a Tengermelléken, az Isztriai-félsziget északkeleti részén, Abbázia felett az Učka-hegy lejtőin  fekszik.

## Története
A település legmagasabb részét képező hegyen ahol ma a plébániatemplom is áll a történelem előtti időkben valószínűleg erődített település állt. A Római Birodalom idején ez a terület Dalmácia provinciához tartozott. Az évezred elején az aquileiai pátriárka hűbéri birtokként a Duinói lovagoknak adta, akik 1351-ben a görzi grófoknak fogadtak hűséget. Veprinac első írásos említése Duinói Hugó 1374-ben kelt végrendeletében történt. Veprinac ezalatt mindvégig szilárdan megőrizte önállóságát és autonómiáját. Ez abból is látható, hogy a korabeli írott források szerint a veprinaci bíró a kastavi bírótól külön ítélkezik még súlyos bűntények esetében is. A 15. században a település a kastavi és mošćenicei uradalom igazgatása alá került. Horvát nyelvű írásos emlékei, bírói iratok és anyakönyvek az 1500 és 1750 közötti időszakból maradtak fenn. Az Učka-hegy közvetlen közelében biztonságos helyen fekvő településnek a középkorban vára is volt. Ebből a középkori erősségből mára csak egy három nyílású kapu maradt meg. A várkapun át széles, kövezett út vezetett át, mely a várat elválasztotta a település belső részétől és kőlépcsők vezettek a város legmagasabb pontjára, ahol a Szent Márk plébániatemplom áll. A templom alatt a városban található a gótikus Szent Anna kápolna barokk falfestményeivel.
A településnek 1857-ben 840, 1910-ben 1930 lakosa volt. 1931-ben elveszítette önállóságát és közigazgatásilag Abbáziához csatolták, ahova azóta is tartozik. 2011-ben 983 lakosa volt.

## Lakosság
| Lakosság változása | Lakosság változása | Lakosság változása | Lakosság változása | Lakosság változása | Lakosság változása | Lakosság változása | Lakosság változása | Lakosság változása | Lakosság változása | Lakosság változása | Lakosság változása | Lakosság változása | Lakosság változása | Lakosság változása | Lakosság változása |
| ------------------ | ------------------ | ------------------ | ------------------ | ------------------ | ------------------ | ------------------ | ------------------ | ------------------ | ------------------ | ------------------ | ------------------ | ------------------ | ------------------ | ------------------ | ------------------ |
| 1857               | 1869               | 1880               | 1890               | 1900               | 1910               | 1921               | 1931               | 1948               | 1953               | 1961               | 1971               | 1981               | 1991               | 2001               | 2011               |
| 840                | 858                | 802                | 913                | 1330               | 1930               | 1821               | 2586               | 605                | 603                | 583                | 577                | 646                | 736                | 853                | 983                |

## Nevezetességei
- Szent Márk tiszteletére szentelt plébániatemploma a település legmagasabb pontján áll különálló harangtoronnyal. A templom középkori eredetű, építését a 14. századra a Duinói grófok idejére teszik. Építtetőjének az itt élt Ana Stellt, más néven Duinói Erzsébet grófnőt tartják. 1572-ben átépítették, majd 1680-ban megújították és teljesen barokkizálták. A következő megújítás 1849-ben történt, utoljára pedig 2008-ban újították fel.[5]
- Szent Anna tiszteletére szentelt kápolnája egyhajós épület. Kapuzatának zárókövébe címert faragtak, oldalfalába pedig címeres kőtáblát falaztak be glagolita felirattal, az 1442-es évszámmal. Belül az északi falban  freskók nyomai láthatók.[5]
- Szűz Mária kápolnája a Szent Anna kápolnához hasonló alakú és időben is hasonló korú. Alapfalaiból ítélve az a település legrégibb építménye.
- Szent Ilona kápolnája is hasonlít a Szent Anna kápolnához, de időben később épült. A bejárat felett az 1860-as évszám látható bevésve.
- A szokatlan külsejű háromnyílású várkapu a "Komunščice" közösségi épület szerkezetébe van beépítve, mely egy régi kastély része és ma kiállítótér és magánlakás található benne. Innen lépcsők vezetnek fel a település legmagasabb pontján álló plébániatemplomhoz.[5]
- A Szent Márk templom körüli platót egykor védőfalak övezték . Ez volt a település tulajdonképpeni fellegvára. Két őrtornyának egyikét 1866-ban harangtoronnyá alakították át. A másik torony maradványai mintegy két méter magasan állnak. A falakon kívül a Brituh magaslaton egykori laktanya romjai láthatók.
- A Brituhon kilátó található, ahonnan pompás kilátás nyílik a Kvarner-öbölre, mely Kraljevicáról egészen a Cres szigetig belátható.[5]